# Thomas Brand, III visconte Hampden
Thomas Walter Brand, III visconte Hampden (29 gennaio 1869 – 4 settembre 1958) è stato un generale inglese.

## Biografia
Era il figlio di Henry Brand, II visconte Hampden, e di sua moglie, Susan Henrietta Cavendish, figlia di Lord George Cavendish. Studiò all'Eton College e al Trinity College (Cambridge).

## Carriera
Brand servì come ufficiale nel Hertfordshire Regiment, e come comandante del 1º battaglione dal febbraio 1913. In seguito allo scoppio della prima guerra mondiale, il suo reggimento venne schierato sul fronte occidentale e Brand rimase al comando fino al gennaio 1915. Successivamente, fu promosso a generale di brigata e nominato al comando della 126ª brigata (East Lancashire) a Gallipoli e successivamente alla 185ª brigata (2/1° West Riding) nella battaglia di Cambrai (1917) e nelle battaglie del 1918. Fra il 1935 al 1939 fu il colonnello dei 10th Royal Hussars.

## Matrimonio
Sposò, il 29 aprile 1899, Lady Katharine Mary Montagu Douglas Scott (25 marzo 1875–7 marzo 1951), figlia di William Montagu Douglas Scott, VI duca di Buccleuch e Lady Louisa Jane Hamilton. Ebbero otto figli:
- Thomas Brand, IV visconte Hampden (30 marzo 1900-17 ottobre 1965);
- David Brand, V visconte Hampden (14 giugno 1902-4 settembre 1975);
- Joan Louisa Brand (7 dicembre 1904-?), sposò Basil Hill-Wood, ebbero due figli;
- Barbara Constance Brand (1 aprile 1907-?), sposò Ronald Higham, ebbero due figli;
- Ranulph William Brand (9 dicembre 1909-6 ottobre 1912);
- Elizabeth Margaret Brand (21 settembre 1911-?), sposò Cecil Lomax, ebbero tre figlie;
- Monica Dorothy Brand (3 marzo 1914-23 ottobre 2009), sposò D'Arcy Lambton, ebbero due figli;
- Charles Andrew Brand (14 luglio 1920-1978).

## Morte
Morì il 4 settembre 1958, all'età di 89 anni.

## Ascendenza
|                                    |                   |                                         | Genitori                                |  |  | Nonni |  |  | Bisnonni                       |  |  | Trisnonni    |  |
|                                    |                   |                                         |                                         |  |  |       |  |  | Henry Trevor, XXI barone Dacre |  |  | Thomas Brand |  |
|                                    |                   |                                         |                                         |  |  |       |  |  | Henry Trevor, XXI barone Dacre |  |  | Thomas Brand |  |
|                                    |                   | Gertrude Roper, XIX baronessa Dacre     |                                         |  |  |       |  |  | Henry Trevor, XXI barone Dacre |  |  |              |  |
| Henry Brand, I visconte Hampden    |                   |                                         |                                         |  |  |       |  |  | Henry Trevor, XXI barone Dacre |  |  |              |  |
|                                    |                   | Pyne Crosbie                            | Maurice Crosbie                         |  |  |       |  |  |                                |  |  |              |  |
|                                    |                   | Pyne Crosbie                            | Maurice Crosbie                         |  |  |       |  |  |                                |  |  |              |  |
|                                    |                   | Pyne Crosbie                            | Pyne Cavendish                          |  |  |       |  |  |                                |  |  |              |  |
| Henry Brand, II visconte Hampden   |                   | Pyne Crosbie                            |                                         |  |  |       |  |  |                                |  |  |              |  |
|                                    |                   | Robert Ellice                           | Alexander Ellice                        |  |  |       |  |  |                                |  |  |              |  |
|                                    |                   | Robert Ellice                           | Alexander Ellice                        |  |  |       |  |  |                                |  |  |              |  |
|                                    |                   | Robert Ellice                           | Ann Russell                             |  |  |       |  |  |                                |  |  |              |  |
| Eliza Ellice                       |                   | Robert Ellice                           |                                         |  |  |       |  |  |                                |  |  |              |  |
|                                    |                   | Eliza Courtney                          | Charles Grey, II conte Grey             |  |  |       |  |  |                                |  |  |              |  |
|                                    |                   | Eliza Courtney                          | Charles Grey, II conte Grey             |  |  |       |  |  |                                |  |  |              |  |
|                                    |                   | Eliza Courtney                          | Georgiana Spencer                       |  |  |       |  |  |                                |  |  |              |  |
| Thomas Brand, III visconte Hampden |                   | Eliza Courtney                          |                                         |  |  |       |  |  |                                |  |  |              |  |
|                                    | William Cavendish | George Cavendish, I conte di Burlington |                                         |  |  |       |  |  |                                |  |  |              |  |
|                                    | William Cavendish | George Cavendish, I conte di Burlington |                                         |  |  |       |  |  |                                |  |  |              |  |
|                                    | William Cavendish | Elizabeth Compton                       |                                         |  |  |       |  |  |                                |  |  |              |  |
| George Cavendish                   | William Cavendish |                                         |                                         |  |  |       |  |  |                                |  |  |              |  |
|                                    |                   | Louisa O'Callaghan                      | Cornelius O'Callaghan, I barone Lismore |  |  |       |  |  |                                |  |  |              |  |
|                                    |                   | Louisa O'Callaghan                      | Cornelius O'Callaghan, I barone Lismore |  |  |       |  |  |                                |  |  |              |  |
|                                    |                   | Louisa O'Callaghan                      | Frances Ponsonby                        |  |  |       |  |  |                                |  |  |              |  |
| Susan Henrietta Cavendish          |                   | Louisa O'Callaghan                      |                                         |  |  |       |  |  |                                |  |  |              |  |
|                                    |                   | Henry Lascelles, II conte di Harewood   | Edward Lascelles, I conte di Harewood   |  |  |       |  |  |                                |  |  |              |  |
|                                    |                   | Henry Lascelles, II conte di Harewood   | Edward Lascelles, I conte di Harewood   |  |  |       |  |  |                                |  |  |              |  |
|                                    |                   | Henry Lascelles, II conte di Harewood   | Anne Chaloner                           |  |  |       |  |  |                                |  |  |              |  |
| Louisa Lascelles                   |                   | Henry Lascelles, II conte di Harewood   |                                         |  |  |       |  |  |                                |  |  |              |  |
|                                    |                   | Henrietta Sebright                      | John Sebright, VI baronetto             |  |  |       |  |  |                                |  |  |              |  |
|                                    |                   | Henrietta Sebright                      | John Sebright, VI baronetto             |  |  |       |  |  |                                |  |  |              |  |
|                                    |                   | Henrietta Sebright                      | Sarah Knight                            |  |  |       |  |  |                                |  |  |              |  |
|                                    |                   | Henrietta Sebright                      |                                         |  |  |       |  |  |                                |  |  |              |  |